# 3,4-Diaminopiridina
La 3,4-Diaminopiridina, o 3,4-DAP, è un composto chimico di formula C5H7 N3. Sottoforma di sale fosfato, in condizioni standard si presenta come una polvere cristallina bianca.

## Storia
È stata scoperta per la prima volta in Scozia negli anni '70 e la sua efficacia clinica per i disturbi neuromuscolari, inclusa la sindrome miastenica di Lambert–Eaton (LEMS), è stata studiata negli anni '80.
L'amifampridina fosfato è un sale stabile che funge da principio attivo di Firdapse, approvato dall'EMA, precedentemente commercializzato come Zenas. Attualmente è utilizzato per il trattamento sintomatico di prima linea della LEMS nei pazienti adulti ed è idealmente somministrato sotto forma di compresse orali in dosi suddivise, tre o quattro volte al giorno.
Firdapse è stato formalmente approvato dalla FDA degli Stati Uniti per il trattamento degli adulti con LEMS solo nel novembre del 2018.

## Caratteristiche strutturali e fisiche
Esso è formalmente derivato dalla piridina per sostituzione nelle posizioni 3 e 4 con un gruppo amminico. Si tratta di un composto d'ammonio quaternario. Il composto risulta:
- facilmente solubile in acqua
- lievemente solubile in etanolo, metanolo e acido acetico

| N. di atomi esanti                   | 8               |
| N. di donatori di legami a idrogeno  | 2               |
| N. di accettori di legami a idrogeno | 3               |
| Massa monoisotopica                  | 109,063997236 u |
| Superficie polare                    | 64,9 Å²         |

## Reattività e caratteristiche chimiche

### Spettri analitici
- 1D NMR[6]
- 1H NMR[12]
- 13C NMR[13]
- 15N NMR[14]
- GC-MS[15]
- UV-VIS[16]
- FTIR[17]
- ATR-IR[18]
- Raman[19]

## Farmacologia e tossicologia

### Farmacocinetica
L'amifampridina somministrata per via orale viene assorbita rapidamente, raggiungendo il picco delle concentrazioni plasmatiche entro 0,6-1,3 ore. Una singola dose orale di 20 mg di amifampridina in individui a digiuno ha determinato picchi di concentrazioni plasmatiche (Cmax) compresei tra 16 e 137 ng/mL. Il volume di distribuzione si attesta medio-alto, mentre la clearance varia tra 149 e 214 L/h..
La biodisponibilità è approssimativamente del 93-100%, basata sul recupero dell'amifampridina non metabolizzata (≈19%) e di un importante metabolita, la 3-N-acetil-amifampridina (≈74 - 81,7%), nelle urine. Il legame con le proteine plasmatiche si attesta pari a 25,3% (3,4-DAP) e 43,3% (metabolita).
Il consumo di cibo riduce l'assorbimento e l'esposizione dell'amifampridina, diminuendo il tempo per raggiungere le concentrazioni massime (Tmax). Si stima che il consumo di cibo riduca in media la Cmax di circa il 44% e l'AUC di circa il 20%, basandosi su rapporti geometrici medi. L'esposizione sistemica all'amifampridina è influenzata dall'attività complessiva di acetilazione metabolica degli enzimi NAT e dal genotipo NAT2.
Gli enzimi NAT sono altamente polimorfici, il che si traduce in fenotipi di acetilatori lenti (SA) e rapidi (RA) variabili. Gli acetilatori lenti sono più soggetti a una maggiore esposizione sistemica all'amifampridina e possono richiedere dosi più elevate per ottenere l'efficacia terapeutica.
A seguito della somministrazione orale di 3,4-DAP viene eliminata entro le 24 ore. L'emivita media di eliminazione dell'amifampridina è di 3,6-4,2 ore, mentre per il metabolita 3-N-acetil amifampridina è di 4,1-4,8 ore.

### Farmacodinamica
Il 3,4-DAP blocca i canali del potassio voltaggio-dipendenti, prolungando il potenziale d'azione e aumentando le concentrazioni di calcio presinaptiche. Il composto inoltre aumenta l'acetilcolina nelle fessure sinaptiche delle terminazioni nervose periferiche.

### Effetti del composto e usi clinici
Con il nome di amifampridina secondo la denominazione comune internazionale (INN), è usato soprattutto come farmaco per il trattamento di alcune malattie muscolari rare:
- sottoforma di sale fosfato, come cura compassionevole per il trattamento della sindrome miastenica di Lambert-Eaton (LEMS) in adulti e bambini al di sopra dei 6 anni;[7][21]
- nel trattamento di sindromi miasteniche congenite;[22]
- ne è stato proposto l'uso per il trattamento della sclerosi multipla.[23]

Il dosaggio varia in base all'età e al peso. Durante gli studi clinici il composto ha dimostrato di migliorare il potenziale d'azione muscolare composto (CMAP) e la funzione muscolare.

### Controindicazioni ed effetti collaterali
L'utilizzo del composto è sconsigliato in pazienti che soffrono di convulsioni. Gli effetti collaterali includono:
- convulsioni,
- reazioni allergiche,
- ansia,
- malattia di Huntington,
- insonnia,
- instabilità,
- visione offuscata
- parestesia periorale e periferica,
- tosse,
- ipersecrezione bronchiale,
- nausea
- diarrea,
- palpitazioni,
- variazioni del battito ventricolare,
- estremità fredde.

### Tossicologia
L'amifampridina è associata a un basso tasso di aumenti transitori degli enzimi sierici durante la terapia, ma non è stata collegata a casi di danno epatico acuto clinicamente evidente.
| Organismo         | Via di somministrazione | Dose     | Effetti     |
| ----------------- | ----------------------- | -------- | ----------- |
| Topo              | ip                      | 20 mg/kg |             |
| Topo              | sc                      | 35 mg/kg | convulsioni |
| Topo              | iv                      | 13 mg/kg | convulsioni |
| Uccello selvatico | orale                   | 75 mg/kg |             |